# Радава
Радава (пол. Radawa) — село в Надсянні, в Польщі, у гміні В'язівниця Ярославського повіту Підкарпатського воєводства. Розташоване над устям річки Радавка при впадінні в Любачівку (права притока Сяну).
Населення — 382 особи (2011), у тому числі 202 жінки та 180 чоловіків.

## Історія

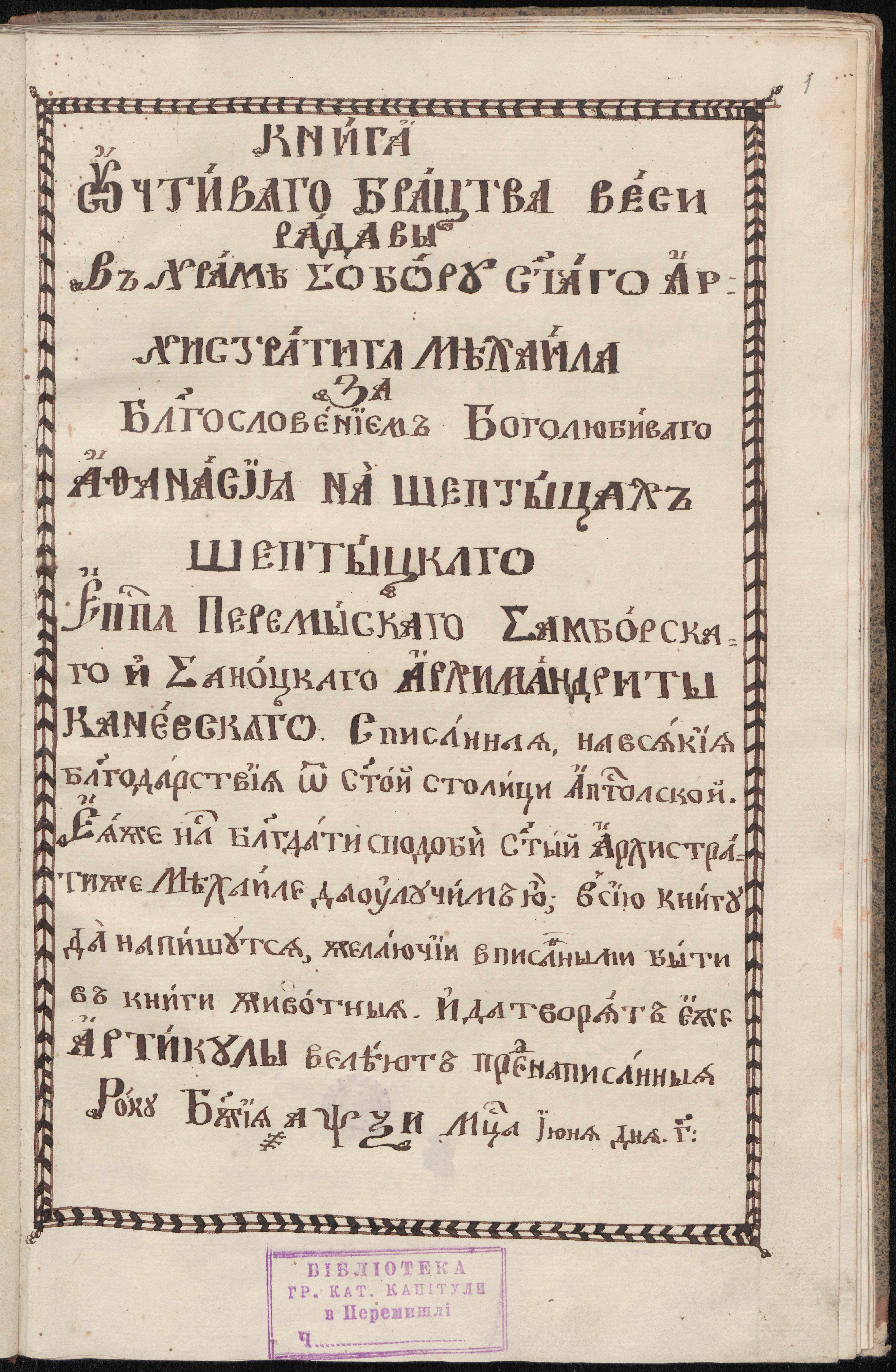
Книга братства при церкві Архистратига Михаїла в селі Радава. 3 червня 1768.

У 1387 р. село віддане королевою Ядвігою Яну з Тарнова за участь в анексіоністському поході на Руські землі. В XVI ст. Ганна Алоїза Ходкевич подарувала село єзуїтам з Ярослава.
У 1887 р. в селі було 2 водяні млини, костьол і давня дерев'яна церква, 134 будинки і 753 мешканці, з них 405 греко-католиків, 265 римокатоликів і 68 юдеїв. Більшість земель належали графу Вільгельму Семінському (в маєтку були 3 будинки і 16 мешканців), три чверті земель — піщисті та непридатні для землеробства, у 1887 році засаджені сосною. Костьол був парафіяльним для шести довколишніх сіл, а церква уже втратила парохіяльний статус і належала до парохії Цетуля.
15 червня 1934 р. присілок Ігначе вилучений з сільської гміни Старе Село Любачівського повіту і включений до сільської гміни Радава Ярославського повіту. З 1 серпня 1934 р. село було центром ґміни Ярославського повіту Львівського воєводства.
У 1939 році в селі проживало 1130 мешканців (710 українців, 380 поляків і 40 євреїв).
У середині вересня 1939 року німці окупували село, однак уже 26 вересня 1939 року мусіли відступити, оскільки за пактом Ріббентропа-Молотова правобережжя Сяну належало до радянської зони впливу. 27.11.1939 постановою Верховної Ради УРСР село Радова включене до Любачівського повіту. 17 січня 1940 року територія ввійшла до новоутвореного Синявського району Львівської області. 3 квітня 1940 р. РНК України своєю ухвалою постановила виселити село і мешканців переселили в Ізмаїльську область. У червні 1941, з початком Радянсько-німецької війни, Радава знову була окупована німцями і мешканці отримали можливість повернутися в село. В липні 1944 року радянські війська оволоділи цією територією.
У жовтні 1944 року західні райони Львівської області віддані Польщі.
В 1944-46 роках 11 сімей (36 осіб) української громади були виселені до населених пунктів Дрогобицької та Станіславської областей УРСР.
У 1975—1998 роках село належало до Перемишльського воєводства.

## Демографія
Демографічна структура станом на 31 березня 2011 року:
|          | Загалом | Допрацездатний вік | Працездатний вік | Постпрацездатний вік |
| -------- | ------- | ------------------ | ---------------- | -------------------- |
| Чоловіки | 184     | 42                 | 127              | 15                   |
| Жінки    | 198     | 43                 | 120              | 35                   |
| Разом    | 382     | 85                 | 247              | 50                   |